# Castianeira maculata
Castianeira maculata är en spindelart som beskrevs av Eugen von Keyserling 1891. Castianeira maculata ingår i släktet Castianeira och familjen flinkspindlar. Inga underarter finns listade.